# Cape Canaveral (Küstenabschnitt)
Cape Canaveral ist ein Küstenabschnitt und Kap auf Merritt Island, etwa in der Mitte der Ostküste Floridas (USA) im Brevard County. „Cañaveral“ ist das spanische Wort für Röhricht.
Im Süden der Insel befinden sich die wichtigsten Weltraumbahnhöfe der amerikanischen Raumfahrt. Einerseits das Kennedy Space Center (KSC) der NASA, von dem seit 1968 alle bemannten Raketen der USA starten, bis 1975 die Saturn V, bis 2011 die Space Shuttle und erstmals am 30. Mai 2020 von der Rampe 39A eine wiederverwendbare Crew Dragon des privaten US-Raumfahrtunternehmens SpaceX. Andererseits die Cape Canaveral Space Force Station (CCASS) der US Space Force, von der die unbemannten Raketenstarts mit Atlas, Delta, Titan und anderen Raketen stattfinden. In den 1960er Jahren starteten von der CCAFS auch die bemannten Missionen des Mercury- und Gemini-Programms.
Nach der Ermordung des amerikanischen Präsidenten John F. Kennedy im Jahr 1963 wurden das Raketenstartgelände und der Küstenabschnitt zu seinem Gedenken umbenannt und hießen danach Cape Kennedy. Der Name wurde 1964 vom Board of Geographic Names des US-amerikanischen Innenministeriums offiziell registriert. Unter der lokalen Bevölkerung wurde der Name nie akzeptiert und 1973 änderten die Behörden des Staates Florida den Namen des Kaps wieder auf Cape Canaveral. Das KSC behielt seinen Namen.

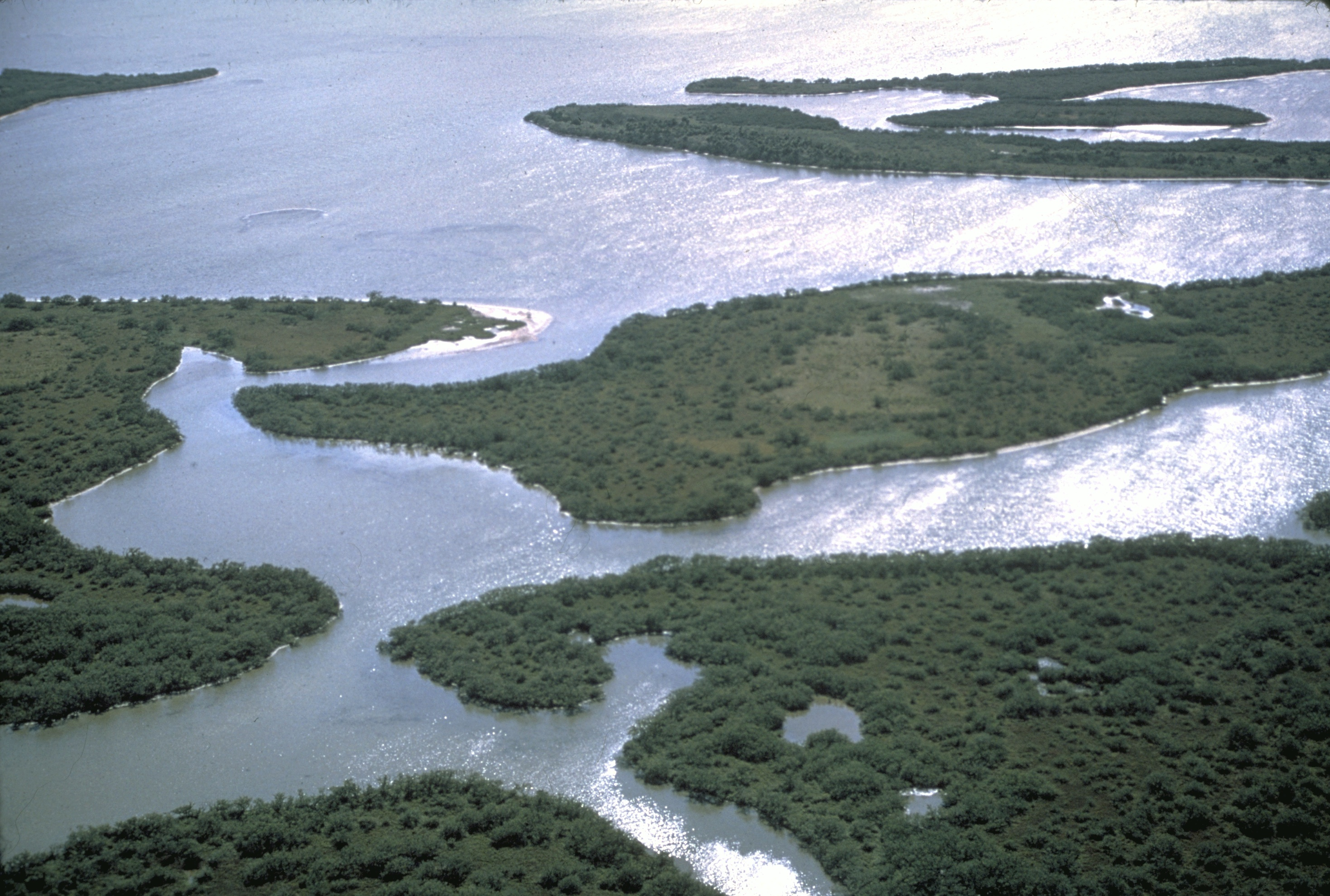
Inseln im Schutzgebiet Canaveral National Seashore

## Naturschutz und Tourismus
1963 wurde ein großer Teil der Insel von 567 km² als Merritt Island National Wildlife Refuge unter strengen Naturschutz und die Verwaltung des U.S. Fish and Wildlife Service gestellt. Das Gebiet überlappt sich teilweise mit der Sicherheitszone des KSC. Der Rest der Insel (von rund 233 km²) wurde 1975 unter dem Namen Canaveral National Seashore als Naturschutz- und Erholungsgebiet unter Verwaltung des National Park Service ausgewiesen. Zur National Seashore gehören rund 40 km Sandstrände. Große Teile beider Schutzgebiete werden aus Sicherheitsgründen bei Raketenstarts für Besucher geschlossen.